# Берлін Євген Гедеонович
Євге́н Гедео́нович Бе́рлін (* 5 жовтня 1956, Дніпродзержинськ Дніпропетровської області) — український російськомовний поет. Член Національної спілки письменників України від 1995 року.

## Біографія
Євген Гедеонович Берлін народився 5 жовтня 1956 року в Дніпродзержинську Дніпропетровської області.
1979 року закінчив Воронезький медичний інститут. Працював хірургом у лікарні швидкої допомоги Дніпродзержинська. Нині на пенсії у зв'язку з інвалідністю.
Від 2005 року мешкає в Німеччині в місті Білефельд.

## Творчість
Пише російською мовою. Автор поетичних збірок:
- «Цена откровения» (Дніпропетровськ, 1989),
- «Небо земли»,
- «Ближе к рассвету» (Дніпропетровськ, 1993).

За оцінкою критиків, «у своїх творах Берлін розмірковує про творчість, місце поета в житті, про трагедію душі людської, коли вона знемагає й крається між насужним і бажаним. Це й визначає складний метафоричний ряд та образну будову віршів Берліна» .